# إليزابيث فرينش
إليزابيث فرينش (بالإنجليزية: Elizabeth French)‏ هي عالمة الإنسان بريطانية، ولدت في 1931.